# Phyllostemonodaphne geminiflora
Phyllostemonodaphne geminiflora är en lagerväxtart som först beskrevs av Carl Daniel Friedrich Meisner, och fick sitt nu gällande namn av André Joseph Guillaume Henri Kostermans. Phyllostemonodaphne geminiflora ingår i släktet Phyllostemonodaphne och familjen lagerväxter. Inga underarter finns listade i Catalogue of Life.